# Unione Sportiva Triestina 1963-1964
Questa voce raccoglie le informazioni riguardanti la Unione Sportiva Triestina nelle competizioni ufficiali della stagione 1963-1964.

## Stagione
La squadra chiuse al 10º posto su 20 squadre, mettendo a referto 37 punti, gli stessi del Catanzaro.

## Divise
| Prima divisa |

## Rosa
| N. |                   | Ruolo | Calciatore          |
| -- | ----------------- | ----- | ------------------- |
|    | Italia (bandiera) | P     | Rosario Di Vincenzo |
|    | Italia (bandiera) | P     | Ferdinando Miniussi |
|    | Italia (bandiera) | P     | Riccardo Toros      |
|    | Italia (bandiera) | D     | Claudio Cattonar    |
|    | Italia (bandiera) | D     | Romano Frigeri      |
|    | Italia (bandiera) | D     | Elia Greco          |
|    | Italia (bandiera) | D     | Renato Palcini      |
|    | Italia (bandiera) | D     | Giuliano Pez        |
|    | Italia (bandiera) | D     | Adriano Varglien    |
|    | Italia (bandiera) | D     | Giampiero Vitali    |
|    | Italia (bandiera) | C     | Pietro Dalio        |

| N. |                   | Ruolo | Calciatore          |
| -- | ----------------- | ----- | ------------------- |
|    | Italia (bandiera) | C     | Fermo Ferrara       |
|    | Italia (bandiera) | C     | Antonio Gobet       |
|    | Italia (bandiera) | C     | Vittorino Mantovani |
|    | Italia (bandiera) | C     | Luigi Porro         |
|    | Italia (bandiera) | C     | Renato Sadar        |
|    | Italia (bandiera) | C     | Mirto Scala         |
|    | Italia (bandiera) | A     | Gianpaolo Ispiro    |
|    | Italia (bandiera) | A     | Alberto Novelli     |
|    | Italia (bandiera) | A     | Giuseppe Orlando    |
|    | Italia (bandiera) | A     | Orazio Rancati      |
|    | Italia (bandiera) | A     | Renzo Vit           |

## Risultati

### Serie B

#### Girone di andata
| 15 settembre 1963 1ª giornata | Lecco | 2 – 0 | Triestina |  |

| 22 settembre 1963 2ª giornata | Triestina | 3 – 1 | Parma |  |

| 29 settembre 1963 3ª giornata | Verona | 2 – 0 | Triestina |  |

| 6 ottobre 1963 4ª giornata | Triestina | 0 – 0 | Padova |  |

| 13 ottobre 1963 5ª giornata | Udinese | 1 – 0 | Triestina |  |

| 27 ottobre 1963 6ª giornata | Triestina | 2 – 0 | Pro Patria |  |

| 3 novembre 1963 7ª giornata | Potenza | 3 – 1 | Triestina |  |

| 10 novembre 1963 8ª giornata | Palermo | 3 – 3 | Triestina |  |

| 17 novembre 1963 9ª giornata | Triestina | 0 – 0 | Cagliari |  |

| 24 novembre 1963 10ª giornata | Triestina | 1 – 0 | Napoli |  |

| 1º dicembre 1963 11ª giornata | Venezia | 1 – 2 | Triestina |  |

| 8 dicembre 1963 12ª giornata | Triestina | 1 – 0 | Catanzaro |  |

| 15 dicembre 1963 13ª giornata | Triestina | 1 – 1 | Foggia & Incedit |  |

| 22 dicembre 1963 14ª giornata | Brescia | 2 – 0 | Triestina |  |

| 29 dicembre 1963 15ª giornata | Simmenthal-Monza | 0 – 2 | Triestina |  |

| 5 gennaio 1964 16ª giornata | Triestina | 2 – 1 | Cosenza |  |

| 12 gennaio 1964 17ª giornata | Triestina | 0 – 0 | Prato |  |

| 19 gennaio 1964 18ª giornata | Alessandria | 2 – 0 | Triestina |  |

| 26 gennaio 1964 19ª giornata | Varese | 1 – 0 | Triestina |  |

#### Girone di ritorno
| 2 febbraio 1964 20ª giornata | Triestina | 0 – 0 | Lecco |  |

| 16 febbraio 1964 21ª giornata | Parma | 1 – 1 | Triestina |  |

| 23 febbraio 1964 22ª giornata | Triestina | 0 – 0 | Verona |  |

| 1º marzo 1964 23ª giornata | Padova | 1 – 0 | Triestina |  |

| 8 marzo 1964 24ª giornata | Triestina | 1 – 0 | Udinese |  |

| 15 marzo 1964 25ª giornata | Pro Patria | 0 – 1 | Triestina |  |

| 22 marzo 1964 26ª giornata | Triestina | 1 – 0 | Potenza |  |

| 29 marzo 1964 27ª giornata | Triestina | 1 – 3 | Palermo |  |

| 5 aprile 1964 28ª giornata | Cagliari | 0 – 0 | Triestina |  |

| 12 aprile 1964 29ª giornata | Napoli | 1 – 0 | Triestina |  |

| 26 aprile 1964 30ª giornata | Triestina | 2 – 2 | Venezia |  |

| 3 maggio 1964 31ª giornata | Catanzaro | 0 – 0 | Triestina |  |

| 10 maggio 1964 32ª giornata | Foggia & Incedit | 1 – 1 | Triestina |  |

| 17 maggio 1964 33ª giornata | Triestina | 1 – 0 | Brescia |  |

| 24 maggio 1964 34ª giornata | Triestina | 0 – 2 | Simmenthal-Monza |  |

| 31 maggio 1964 35ª giornata | Cosenza | 0 – 0 | Triestina |  |

| 7 giugno 1964 36ª giornata | Prato | 0 – 0 | Triestina |  |

| 14 giugno 1964 37ª giornata | Triestina | 0 – 1 | Alessandria |  |

| 21 giugno 1964 38ª giornata | Triestina | 1 – 1 | Varese |  |

## Statistiche

### Statistiche di squadra
| Competizione | Punti | In casa | In casa | In casa | In casa | In casa | In casa | In trasferta | In trasferta | In trasferta | In trasferta | In trasferta | In trasferta | Totale | Totale | Totale | Totale | Totale | Totale | DR |
| Competizione | Punti | G       | V       | N       | P       | Gf      | Gs      | G            | V            | N            | P            | Gf           | Gs           | G      | V      | N      | P      | Gf     | Gs     | DR |
| ------------ | ----- | ------- | ------- | ------- | ------- | ------- | ------- | ------------ | ------------ | ------------ | ------------ | ------------ | ------------ | ------ | ------ | ------ | ------ | ------ | ------ | -- |
| Serie B      | 37    | 19      | 8       | 8       | 3       | 17      | 12      | 19           | 3            | 7            | 9            | 11           | 21           | 38     | 11     | 15     | 12     | 28     | 33     | -5 |
| Coppa Italia |       | 1       | 0       | 0       | 1       | 0       | 2       | -            | -            | -            | -            | -            | -            | 1      | 0      | 0      | 1      | 0      | 2      | -2 |
| Totale       |       | 20      | 8       | 8       | 4       | 17      | 14      | 19           | 3            | 7            | 9            | 11           | 21           | 39     | 11     | 15     | 13     | 28     | 35     | -7 |

### Statistiche dei giocatori
| Giocatore      | Serie B  | Serie B | Coppa Italia | Coppa Italia | Totale   | Totale |
| Giocatore      | Presenze | Reti    | Presenze     | Reti         | Presenze | Reti   |
| -------------- | -------- | ------- | ------------ | ------------ | -------- | ------ |
| C. Cattonar    | 2        | 0       | -            | -            | 2        | 0      |
| P. Dalio       | 31       | 2       | 1            | 0            | 32       | 2      |
| R. Di Vincenzo | 16       | -13     | -            | -            | 16       | -13    |
| F. Ferrara     | 20       | 0       | 1            | 0            | 21       | 0      |
| R. Frigeri     | 35       | 2       | -            | -            | 35       | 2      |
| A. Gobet       | 1        | 0       | 1            | 0            | 2        | 0      |
| E. Greco       | 5        | 0       | 1            | 0            | 6        | 0      |
| G. Ispiro      | 2        | 1       | -            | -            | 2        | 1      |
| V. Mantovani   | 24       | 2       | 1            | 0            | 25       | 2      |
| F. Miniussi    | 16       | -11     | -            | -            | 16       | -11    |
| A. Novelli     | 26       | 4       | 1            | 0            | 27       | 4      |
| G. Orlando     | 29       | 3       | -            | -            | 29       | 3      |
| R. Palcini     | 9        | 0       | -            | -            | 9        | 0      |
| G. Pez         | 35       | 0       | 1            | 0            | 36       | 0      |
| L. Porro       | 34       | 8       | 1            | 0            | 35       | 8      |
| O. Rancati     | 26       | 4       | 1            | 0            | 27       | 4      |
| R. Sadar       | 33       | 0       | 1            | 0            | 34       | 0      |
| M. Scala       | 3        | 0       | -            | -            | 3        | 0      |
| R. Toros       | 6        | -9      | 1            | -2           | 7        | -11    |
| A. Varljen     | 27       | 0       | -            | -            | 27       | 0      |
| R. Vit         | 6        | 0       | 1            | 0            | 7        | 0      |
| G. Vitali      | 32       | 1       | -            | -            | 32       | 1      |